# ماکوتو کوشیناکا
ماکوتو کوشیناکا (انگلیسی: Makoto Koshinaka؛ زادهٔ ۱۵ ژوئیهٔ ۱۹۸۰) خواننده-ترانه‌پرداز، بازیگر، مدل (شخص) اهل ژاپن است. وی از سال ۱۹۹۹ میلادی تاکنون مشغول فعالیت بوده‌است.